# Guy de Brimeu
Guy de Brimeu (en néerl. : Gwijde van Brimeu) (Vieil-Hesdin ? 1433 - Gand, 3 avril 1477) était un administrateur éminent des Pays-Bas bourguignons. En tant que seigneur d'Humbercourt, il est également connu sous le nom de Guy de Humbercourt couramment abrégé en Humbercourt.

## Biographie

### Famille
Il était le fils de Jean II de Brimeu de la maison de Brimeu (nl), dont il hérita de la seigneurie d'Humbercourt en Picardie. Il grandit avec Charles le Téméraire, alors encore comte de Charolais. A la cour de Bourgogne, il devient le principal confident du futur duc. 

### Stathouder de la principauté de Liège
En 1453, il participa à la bataille de Gavre, menée contre les rebelles de Gand. Représentant de Charles le Téméraire, il devient stathouder de la Principauté de Liège et du Comté de Looz en 1466, du Comté de Namur (en 1468), du Duché de Limbourg et des terres du Pays d'Outremeuse en 1473 et de facto stathouder du duché de Gueldre. Il contrôlait ces zones depuis la ville aux deux seigneuries de Maastricht, puisque Liège, la plus grande ville de la région, était en ruines depuis 1466 (dont Humbercourt était en partie responsable). Le Conseil de Bourgogne (nl) (1473-1477) établi à Maastricht était son instrument politique pour centraliser l'administration et la justice alors fragmentées sur les terres de la Meuse. Ce conseil était détesté parce qu'il mettait à l'écart les institutions locales et régionales[1].
Le 14 février 1470, il est fait comte de Megen et le 9 mai 1473, il est intronisé chevalier de l'Ordre de la Toison d'or. D'août 1473 à juillet 1474, il fut aussi brièvement stathouder du Luxembourg. En 1475, il livre Louis de Luxembourg au roi Louis XI, qui est décapité à Paris pour haute trahison. Deux ans plus tard, Guy de Brimeu subira le même sort à Gand.

### La chute
Après la mort de Charles le Téméraire à Nancy le 5 janvier 1477, Marie de Bourgogne (1457-1482), fille unique de Charles, subit une forte pression des états généraux des Pays-Bas. La situation en Flandre se tend, le roi de France ayant occupé la Bourgogne et attaqué des villes de Picardie et de l'Artois. 
À Maastricht, un ordre a été émis par les autorités de la ville d'emprisonner les conseillers du Conseil de Bourgogne tant détesté; tous s'échappent à l'exception d'un seul, le greffier et intendant, Benoît de Pardieu, qui est pris. Il a été condamné à mort pour atteinte aux privilèges de la ville. Il est décapité le 8 octobre 1477. Tous les biens des membres du Conseil ont été confisqués. Brimeu, qui était à Ruremonde lorsque se répandit la nouvelle de l'arrestation de Pardieu, s'enfuit à la cour de Marie de Bourgogne à Gand. Il fut arrêté par la milice de la ville en mars 1477, à son retour d'une mission en France.[1]
A Gand, le souvenir de la bataille de Gavre était encore vivace et l'opinion s'était retournée contre les Bourguignons et leurs partisans. Le 13 mars, Pieter Huereblock a été exécuté, le 14 mars, Pieter Baudins, Pieter Tincke et Lodewijk Dhamers, et le 17 mars, Roland van Wedergate, Filips Sersanders et Olivier Degraeve. Le 26 mars, s'ouvrait le procès de quelques personnalités bourguignonnes : Guy de Brimeu, Guillaume Hugonet et Jan van Melle, le trésorier. Le motif de l'acte d'accusation du Vierschaar (nl) de Gand était : fraude financière et haute trahison (atteinte aux anciens privilèges). Après avoir été soumis sérieusement à la question, ils ont avoué et tous les trois ont été condamnés à mort. Il est rapporté que Brimeu a été si violemment battu qu'il ne pouvait plus marcher et a dû être attaché à une chaise puis emmené ainsi à l'échafaud. Malgré ses tentatives de recours et ses supplications, Marie de Bourgogne a dû assister à la décapitation des fidèles compagnons de son père, le Jeudi Saint du 3 avril 1477, sur la place du Marché du Vendredi de Gand.
Brimeu est enterré à Arras. Sa pierre tombale a été retrouvée en 1849 et se trouve aujourd'hui dans un musée d'Arras.

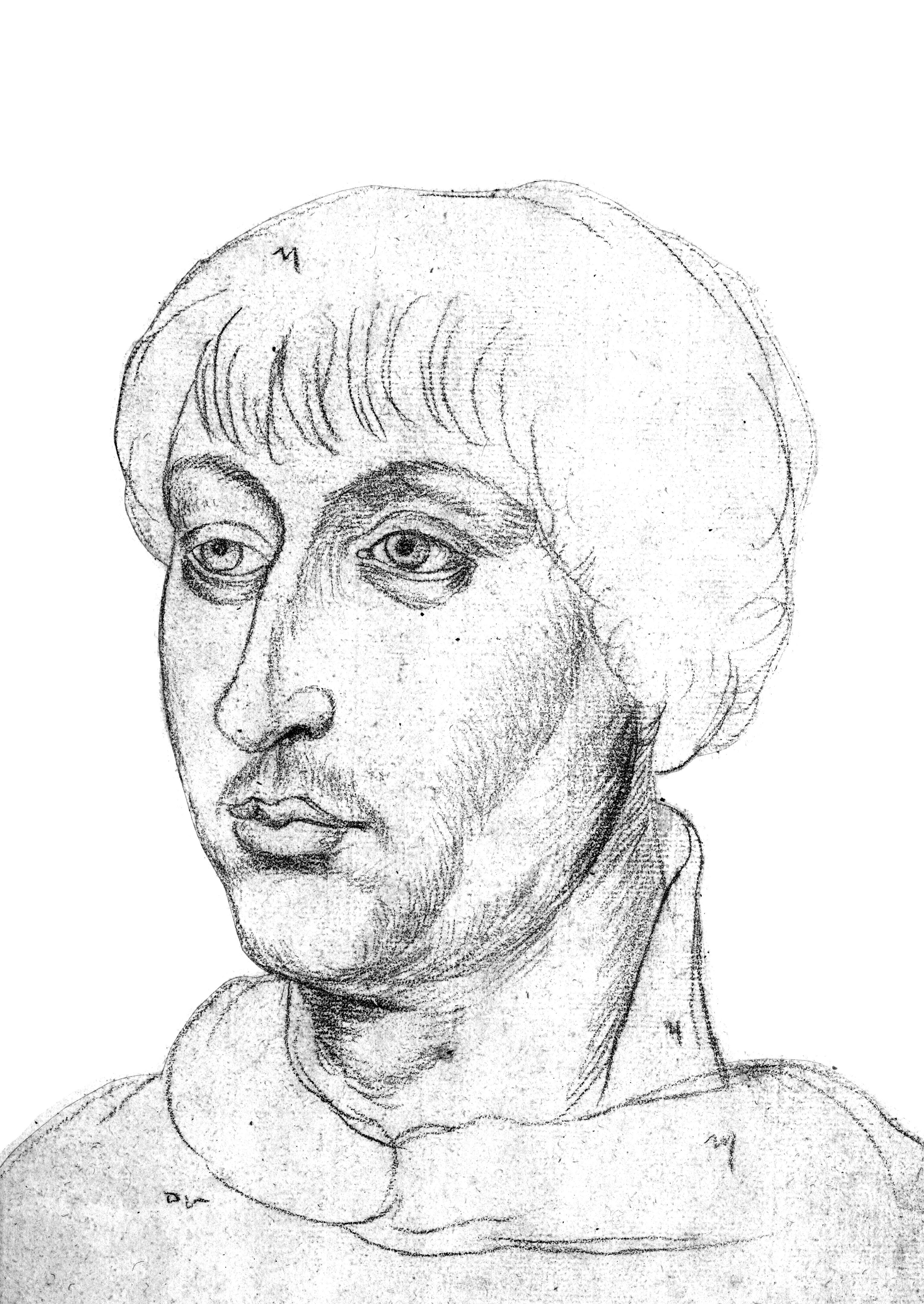
Portrait de Guy de Brimeu, folio 214, dans le Recueil d'Arras.
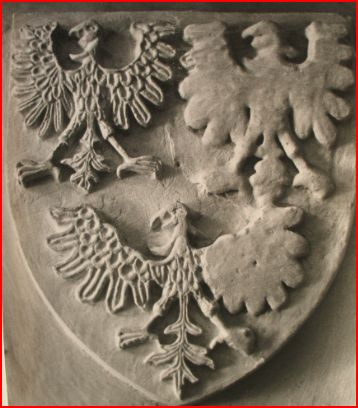
Blason de Guy de Brimeu dans la nef de l'église de Querrieu.
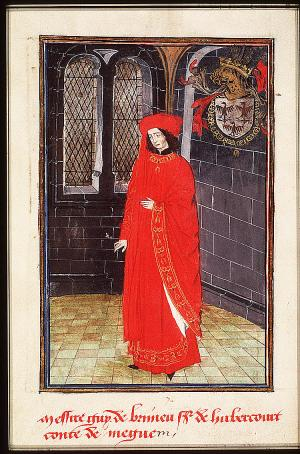
Guy de Brimeu in Statuts, Ordonnances et Armorial de l'Ordre de la Toison d'Or, folio 86.

## Mariage et descendance
Guy se maria avec Antonia de Rambures. De cette union naquirent :
- Charles de Brimeu
- Adrian de Brimeu, seigneur de Humbercourt, mort à la bataille de Marignan.
- Eustache de Brimeu, marié à Barbara de Hillery
- Charlotte de Brimeu
- Anne de Brimeu, mariée à Jean III de Glymes, seigneur de Berg op Zoom.
  - Antoine de Glymes, marquis de Berghes.
    - Robert de Berghes
- Lamberte de Brimeu, mariée à Ferry de Croÿ (nl).
- Guye de Brimeu

## Armoiries
| Figure | Blasonnement                                                                                                |
| ------ | --- |
|        | D'après l'illustration ci-dessus : D'argent, à trois aigles de gueules, 2 et 1 membrées et becquées d azur. |